# Parametr termometryczny
Parametr termometryczny – wyróżniony makroskopowy parametr substancji roboczej termometru, który zmienia się wraz ze zmianą temperatury. Parametr ten zwykle dobiera się w ten sposób, aby był on proporcjonalny do wzrostu temperatury w zakresie temperatur, do jakiego termometr został przeznaczony. Proporcjonalność ta ułatwia cechowanie termometru.

## Przykłady parametrów termometrycznych
- Objętość rtęci (wysokość słupa rtęci) w termometrach rtęciowych. Przyczyną zmiany objętości z temperaturą jest zmiana gęstości rtęci.
- Potencjał złącza w zjawisku termoelektrycznym w termoparze.
- Barwa selektywnego odbicia ciekłego kryształu w fazie cholesterolowej. Wraz z temperaturą zmienia się barwa światła odbijanego z powodu zmiany długości skoku spirali w teksturze cholesterolowej.